# Cyrtopodion brevipes
Cyrtopodion brevipes är en ödleart som beskrevs av  Blanford 1874. Cyrtopodion brevipes ingår i släktet Cyrtopodion och familjen geckoödlor. IUCN kategoriserar arten globalt som livskraftig. Inga underarter finns listade i Catalogue of Life.